# Şirinbəyli
Şirinbəyli è un comune dell'Azerbaigian situato nel distretto di Saatlı.